# Дипломати мимоволі
«Дипломати мимоволі» — радянський художній фільм 1977 року, знятий на Кіностудії ім. О. Довженка.

## Сюжет
У народного артиста Остапчука перший раз за все подружнє життя з'явилася можливість провести відпустку з коханою дружиною, кіноактрисою, в Криму. Але дружину на порозі будинку «викрав» нахаба-кінорежисер. А Остапчук замість Криму потрапив у своє рідне село Лебедянка, але вже без дружини…

## У ролях
- Роман Філіппов — Остап Остапчук та Дмитро-комірник
- Микола Шутько — Максим Шугай
- Маргарита Криницина — Ольга Гордіївна Яценко, голова колгоспу
- Лідія Чащина — Олена Михайлівна, акторка, дружина Остапа
- Лідія Стилик — Ксенія
- Микола Панасьєв — Петро Петрович Носач, керуючий «Сільгосптехнікою»
- Юрій Медведєв — Василь Федорович Середа, наступник Носача
- Сергій Свєчніков — Петро Остапчук
- Іван Пайтіна — Тарас Шинкарук
- Олександр Лисоконь — Микола Коваленко
- Богдан Бенюк — Вадим Чепура
- Нінель Поспєлова — Наталка
- Наталія Цибулько — Поліна
- Катерина Косинська — Оксана Ярко
- Світлана Бочарова — Галина
- Віктор Півненко — Данило Іванович Пачка, головний бухгалтер
- Володимир Олексієнко — дід
- Віктор Мірошниченко — Іван Петрович Верет
- Юрій Бєлов — Арнольд, кінорежисер
- Іван Бондар — рибалка
- Степан Жайворонок — рибалка
- Олексій Смирнов — Лупполо, рибалка
- Олександр Толстих — рибалка
- Костянтин Артеменко — епізод
- Микола Бондар — епізод
- Оксана Григорович — Катерина, бухгалтер
- Зоя Головко — Валя з комутатора
- Людмила Лобза — колгоспниця, учасниця хору
- Осип Найдук — начальник рибгоспу
- Поліна Нятко — Євдокія Іванівна
- Агафія Болотова — Фрося
- Василь Петренко — актор Гена
- Петро Філоненко — епізод

## Знімальна група
- Режисер-постановник — Олексій Мішурин
- Сценаристи — Іван Стаднюк, Мирон Цепко
- Оператор-постановник — Костянтин Лавров
- Композитор — Платон Майборода
- Художник-постановник — Георгій Прокопець